# Zawszela
Zawszela (Cyamus) – rodzaj stawonogów zaliczany do obunogów z rodziny Cyamidae.

## Występowanie
Zawszele pasożytują na skórze waleni.

## Opis
Zawszele osiągają długość ciała do 12 mm. Stawonogi te mają silnie rozwinięte narządy chwytne oraz haczykowate twory, dzięki którym wczepiają się w skórę żywiciela. Zawszele nie poruszają się w wodzie samodzielnie, jedynie są one przenoszone na kolejnych żywicieli podczas bezpośredniego zetknięcia się dwóch osobników.
Przykładowym gatunkiem jest zawszela wąsata (wesz wielorybia, wielorybnik wąsaty, Cyamus mysticei), występujący na skórze fiszbinowców.